# キス・ミー・アゲイン (タイのテレビドラマ)
キス・ミー・アゲイン（タイ語: Kiss Me Again – จูบให้ได้ถ้านายแน่จริง）は、サナンタチャット・タナパッピサン（フォン）、チュタウッ・パタラカムポン（マーチ）、カンヤーウィー・ソンムーアン（ターニン）、タナチャイ・ウィチットウォントーン（モン）、ティティプーン・テーシャアパイクン（ニュー）、タワン・ウィホクラット（テイ）、ジンタナッダー・ラマカーノン（パンゴ）、ピラパット・ワタナセッシリ（アース）が主演する2018年のタイのテレビドラマシリーズ。
ウィーラチット・トンジラーが監督し、Housestories 8と共にGMMTVが制作したこのテレビドラマシリーズは、2018年2月1日にGMMTVが開催したイベント「Series X」にて発表された2018年放送予定の10のテレビドラマシリーズの1つ。  2018年4月22日から2018年7月22日の毎週日曜日に、GMM 25とLINE TVにてそれぞれ20:30 ICTと22：30 ICTに配信された。

## キャストとキャラクター

### 主演
- サンワン役：サナンタチャット・タナパッピサン（フォン）[5]
- アール役：チュタウッ・パタラカムポン（マーチ）
- サンソン役：カンヤーウィー・ソンムーアン（ターニン）
- マット役：タナチャイ・ウィチットウォントーン（モン）
- カオ役：ティティプーン・テーシャアパイクン（ニュー）
- ピート役：タワン・ウィホクラット（テイ）
- サンスアイ役：ジンタナッダー・ラマカーノン（パンゴ）
- ソー役：ピラパット・ワタナセッシリ（アース）

### 助演
- サンディー役：ラパッサラン・チラウェートスントンクン（マイルド）
- タダ役：ジラキット・ターワンウォン（メーク）
- サンラック役：ウォラニット・ターワンウォン（ムーク）
- ウィン役：タナブーン・ワンロプシリナーン（ナ）
- ナ役：セッタポン・ピアンポー（タオ）
- パット役：プーリクンクリット・チューサクサクンウィブーン（アンプ）
- ワユ役：チョンナカン・アーポンスティナン（ガンスマイル）
- ジューン役：ナチャット・ジャンタパン（ニッキー）
- シニー役：アリス・ツォイ
- プライズ役：クリッタナイ・アーサンプラキット（ナモン）
- ミント役：ジュタピッチ・インチャン（ジェミー）
- チャチャ役：ポップ・カムカセム
- サンワンの友達役：ティティチャヤー・チウリーチャー（チャット）
- アンジー役：カイムック・アパシリ
- レイン役：プルーム・ポンピサン
- ギフト役：ナッティチャー・チャンタラワーリーレーカー（フォン）
- サン役：スパコーン・シーポートーン（ポッド）
- モーク役：ガウィン・キャスキー（フルーク）
- 母親役：サイター・ニーヨンカーン
- ニコール役：パチャラー・タプトーン（クラプーク）
- ピートの父親役：クリッタパッ・チャンタナポー
- カオの母親役：ベンジャー・シンコーラワット（ヤンギー）

### ゲスト出演
- リット役：アチラウィッチ・サーリワッタナ（ガン）

## サウンドトラック
| 曲名           | ローマ字タイトル    | アーティスト                                   | Ref.  |
| -------------- | ------------------- | ---------------------------------------------- | ----- |
| ให้มันน่าKissหน่อย | Hai Mun Na Kiss Noi | サランチャナー・アピーサマイモンコン（アーイ） | [ 6 ] |